# 19983 Inagekiyokazu
19983 Inagekiyokazu è un asteroide della fascia principale. Scoperto nel 1990, presenta un'orbita caratterizzata da un semiasse maggiore pari a 2,3891920 au e da un'eccentricità di 0,0582792, inclinata di 6,37955° rispetto all'eclittica.